# Museum aan de Stroom

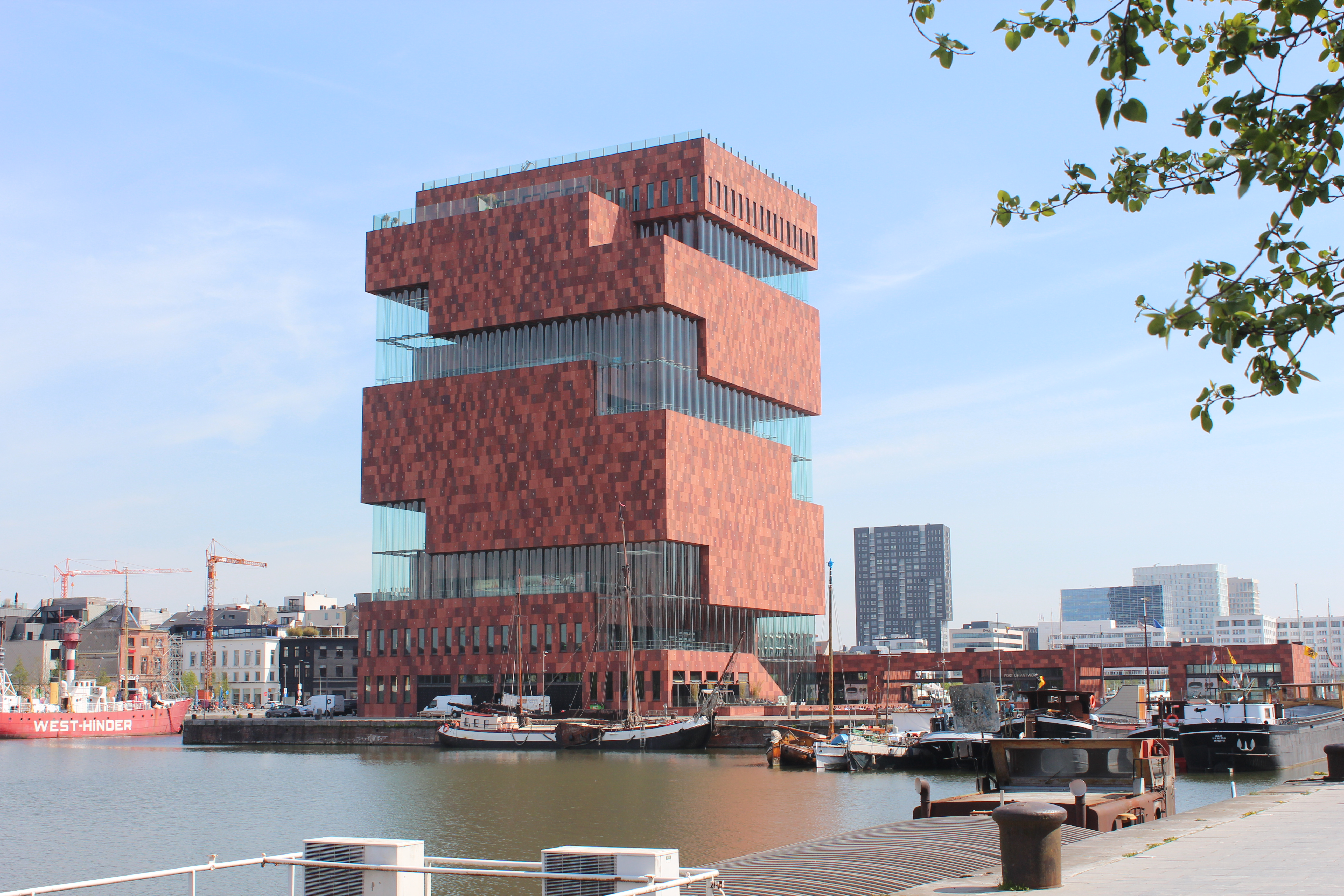
MAS, 2016.

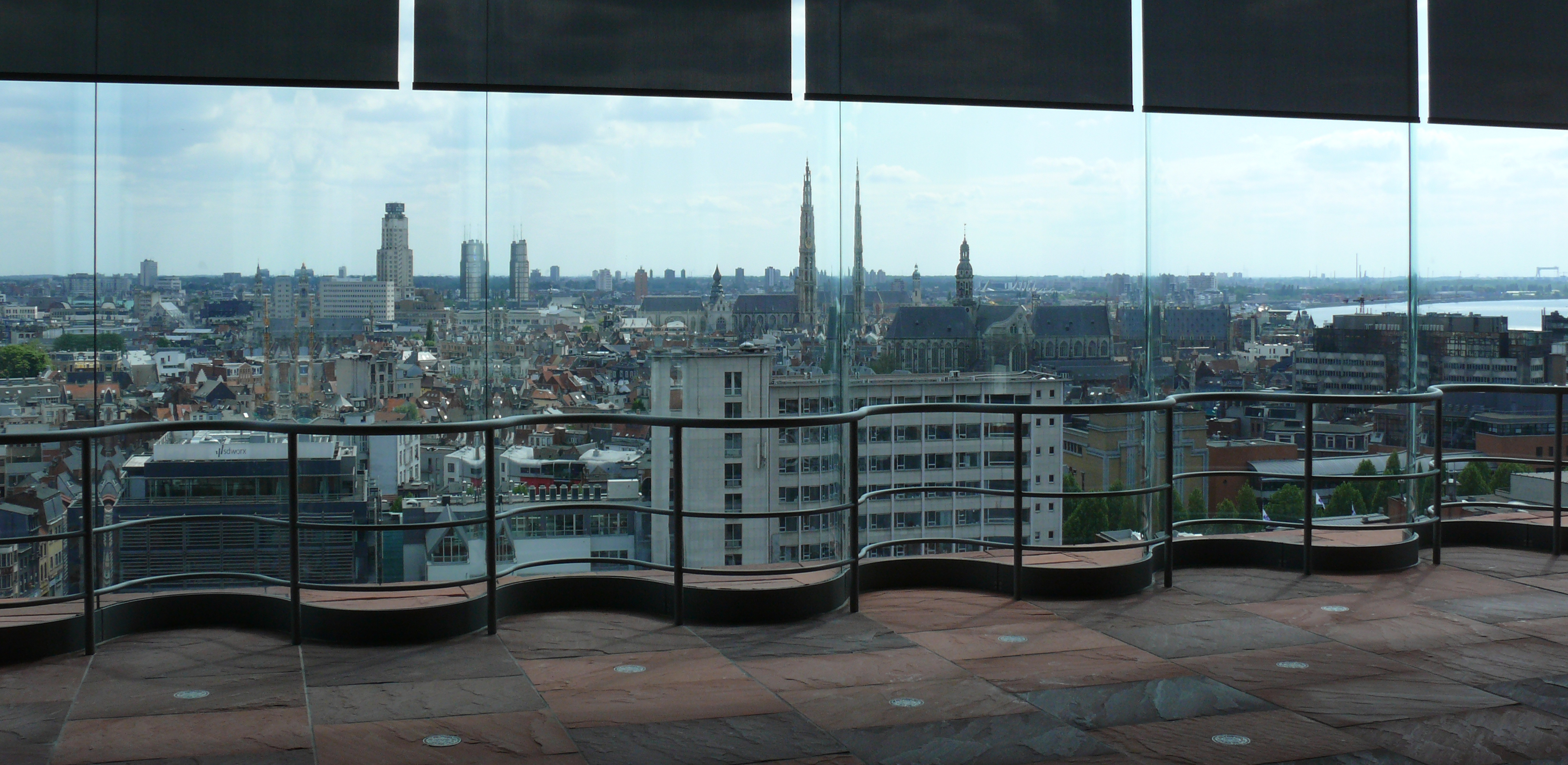
Utsikt över Antwerpen

Museum aan de Stroom, MAS, är ett etnologiskt, kulturhistoriskt, lokalhistoriskt, konst- och sjöfartsmuseum i Antwerpen i Belgien.
Museum aan de Stroom ligger vid Bonapartedok vid floden Schelde. Det byggdes 2006−2010 och öppnades i maj 2011.
Museet visar Antwerpens, hamnens och sjöfartens historia. Utmärkande för museet är fasaden i röd indisk sandsten med händer gjorda i aluminium som anspelar på stadens namn och symbol, en hand. MAS är ritad av den nederländska arkitektbyrån Neutelings Riedijk Architecten och ligger på den plats där det gamla Hansahuset låg. Byggnaden är 60 meter hög och består av tio lådor som staplats på varandra och vridits ett kvarts varv för varje våningsplan. Museet har en golvyta på ca 11 400 m².

## Bildgalleri

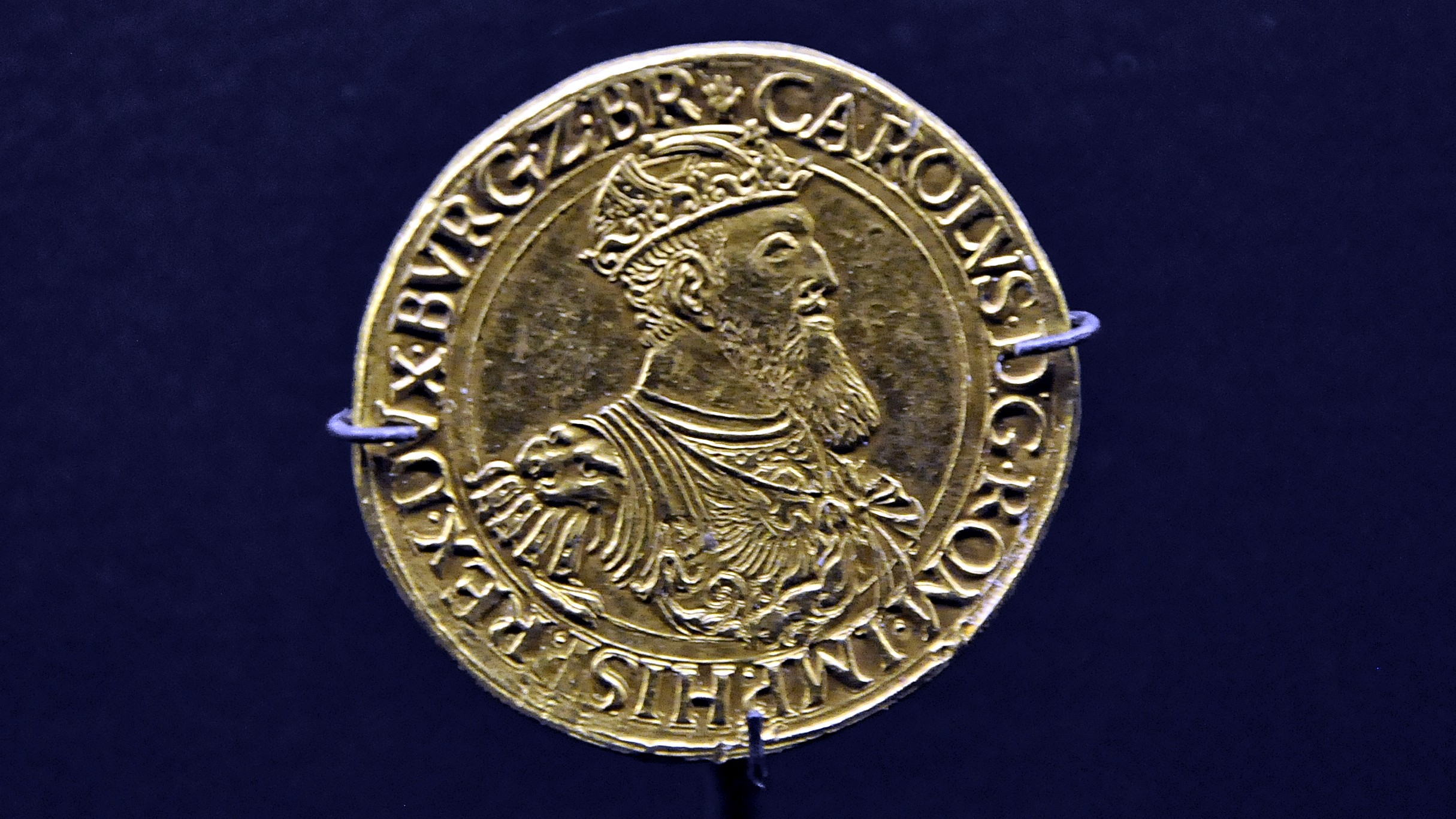
Engelskt Carolusmynt, slaget 1552
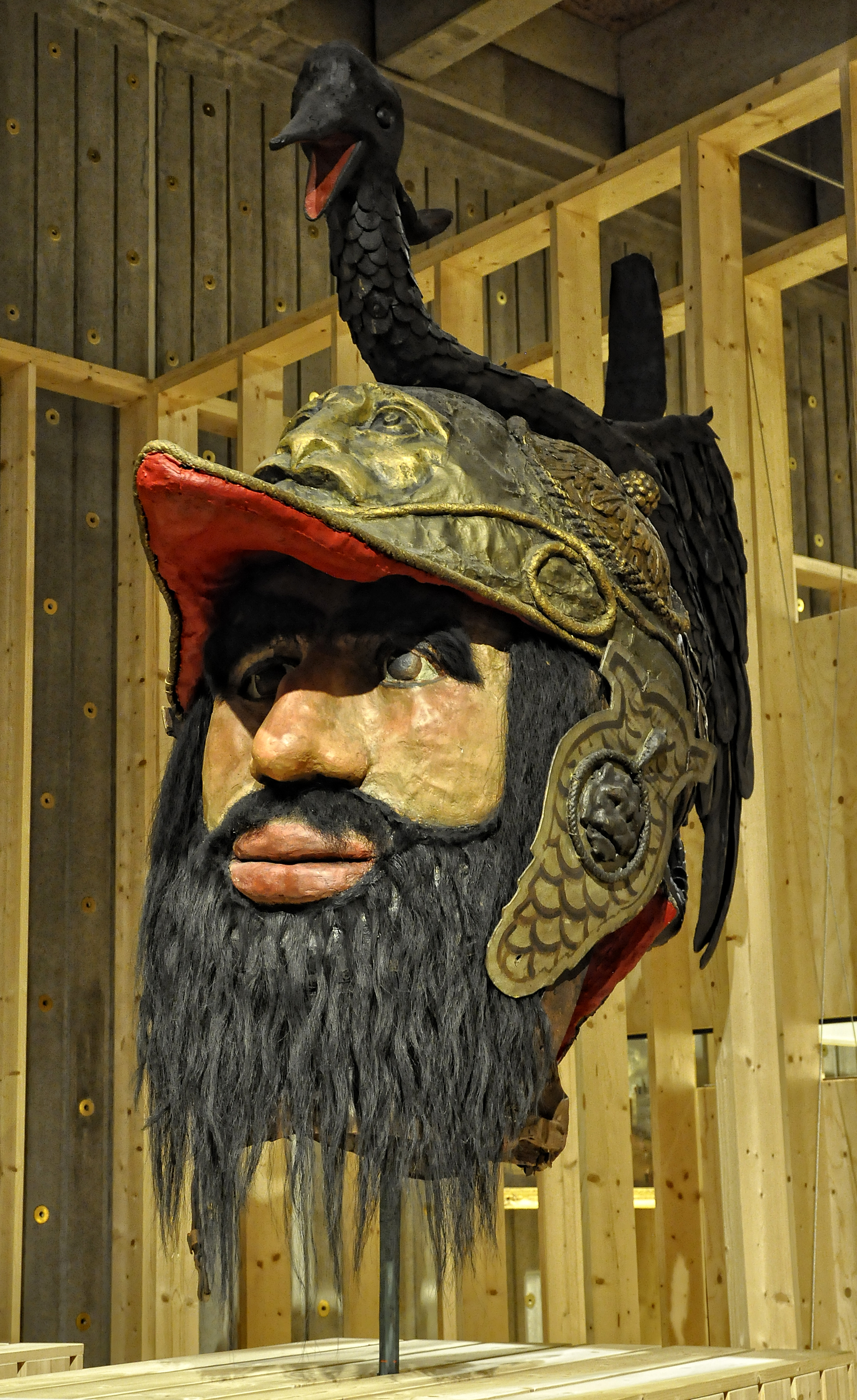
Huvud av den antwerpenske mytiske jätten Druon Antigoon, gjord 1534–1535 av papier-maché, rep, metall och hår
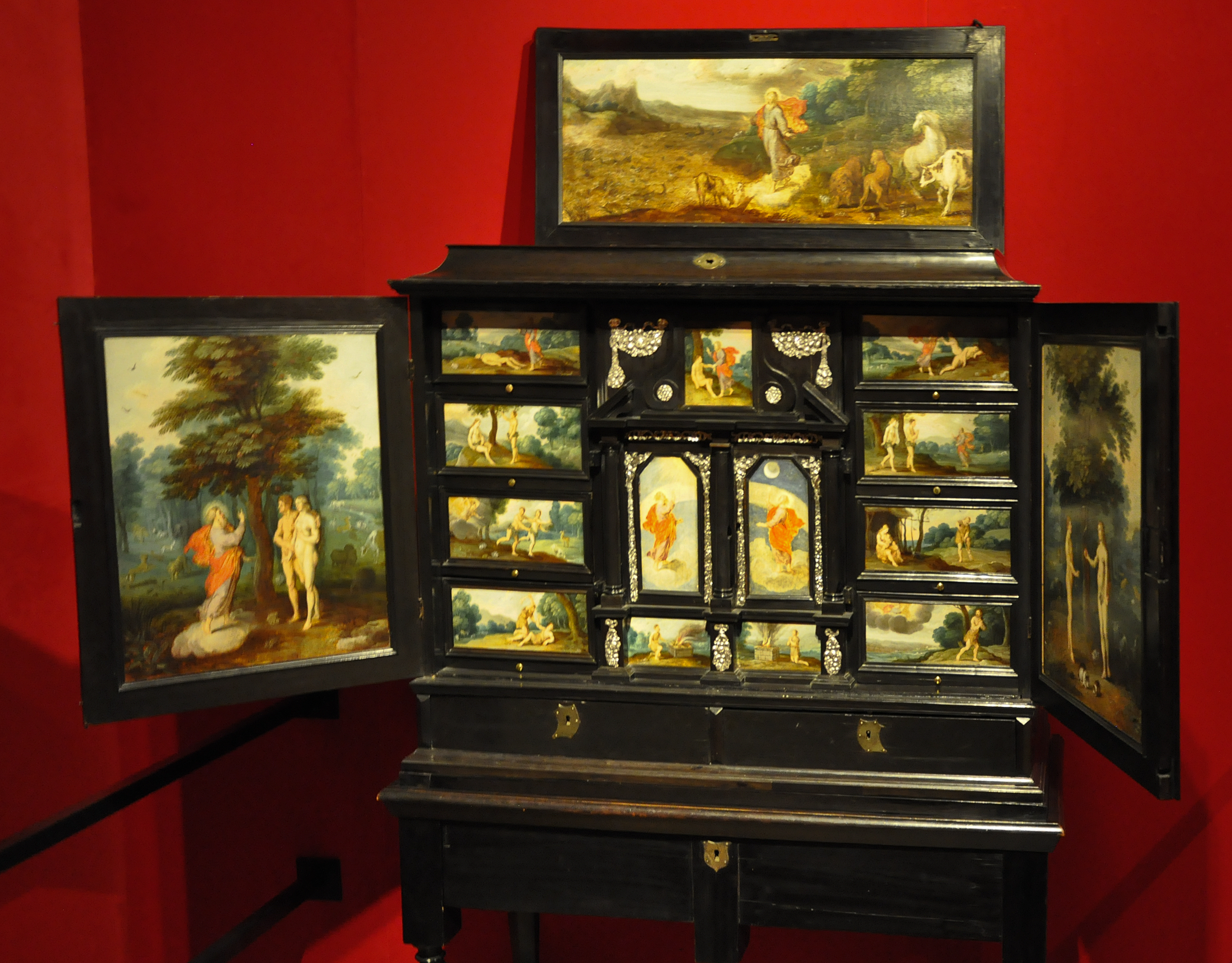
Ett konstkabinett från 1600-talet
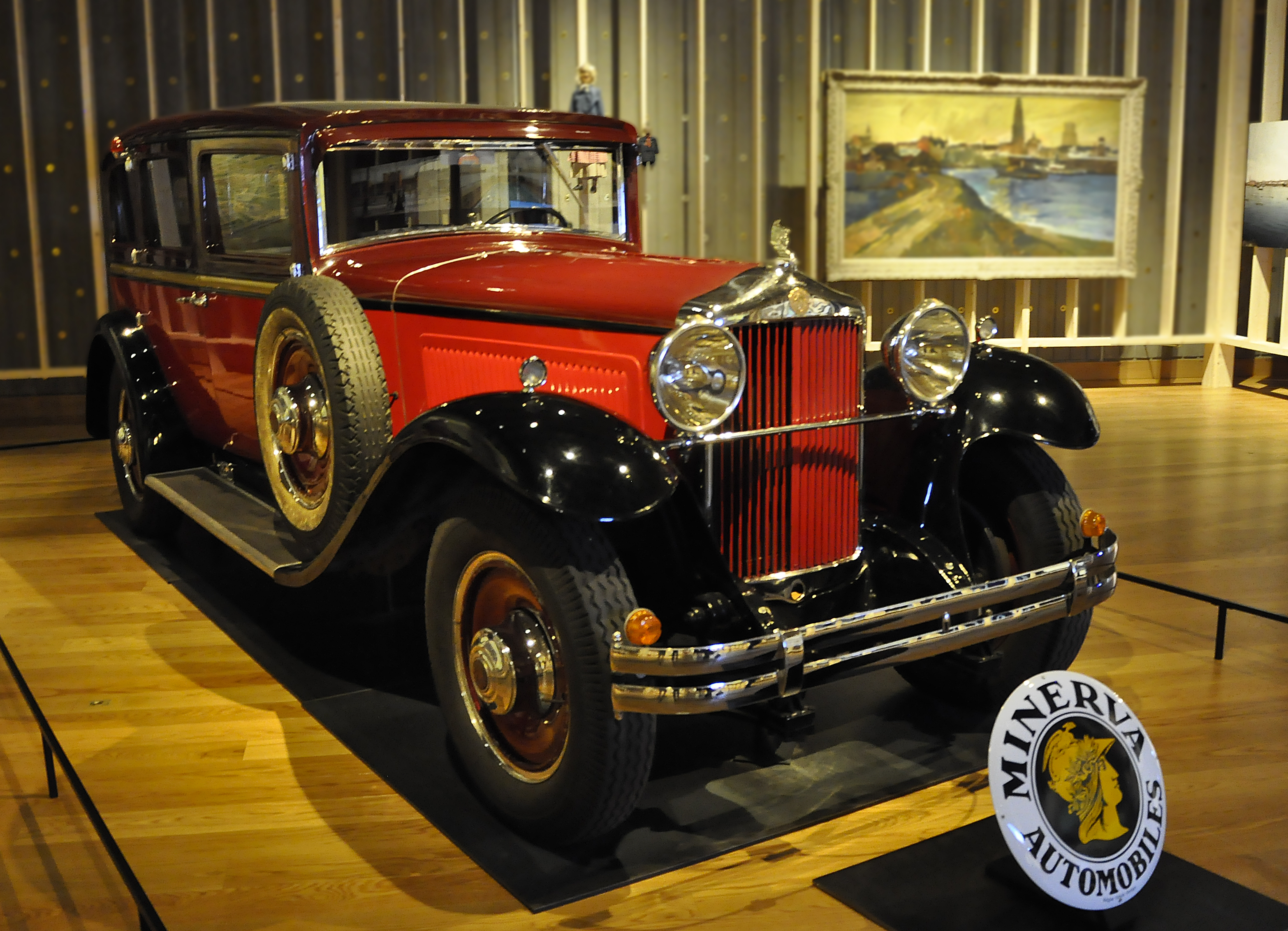
En Minerva från 1932